# Liste der Monuments historiques in Mareilles
Die Liste der Monuments historiques in Mareilles führt die Monuments historiques in der französischen Gemeinde Mareilles auf.

## Liste der Immobilien
| Bezeichnung      | Beschreibung            | Standort           | Kennzeichnung | Schutzstatus | Datum | Bild |
| ---------------- | ----------------------- | ------------------ | ------------- | ------------ | ----- | ---- |
| Kirche St-Martin | aus dem 13. Jahrhundert | Rue de Buée (Lage) | PA00079148    | Inscrit      | 1928  |      |

## Liste der Objekte
| Bezeichnung | Beschreibung                                                                               | Standort                       | Kennzeichnung | Schutzstatus | Datum | Bild |
| ----------- | ------------------------------------------------------------------------------------------ | ------------------------------ | ------------- | ------------ | ----- | ---- |
| Hauptaltar  | Altartisch, Tabernakel und Exposition; Holz, farbig gefasst und vergoldet, 18. Jahrhundert | in der Kirche St-Martin (Lage) | PM52000890    | Classé       | 1983  |      |